# Teredo
O teredo (Teredo sp.), também conhecido como turu, gusano, busano e cupim-do-mar, é um molusco bivalve (cabeça carbonatada rígida), gelatinoso e embranquecido, da família dos teredinídeos. Apresenta aspecto vermiforme semelhante à minhoca, tendo em uma das extremidades valvas com sulcos providos de dentes, os quais são utilizados para abrir galerias em madeiras apodrecidas que estão submersas na água, principalmente em manguezal, formando aí a colónia. É considerado uma iguaria afrodisíaca.
Alimenta-se de troncos podres através de dentículos na cabeça, semelhante ao cupim de madeira molhada, às vezes encontrado no casco molhado de embarcações, causando-lhes prejuízos. Sua carne é comestível e pode ser consumida na forma crua, cozida ou em sopa. Tal iguaria é parte das culinárias paraense e amazônica, principalmente na ilha de Marajó e arredores, sendo também apreciada no Maranhão e Amapá. É um alimento rico em cálcio e ferro, cujo sabor é descrito como semelhante ao de mariscos como as ostras.
Na Epopeia de Gilgamesh (2700 A.C.) se falava da necessidade de proteger as embarcações contra ataque dos teredos.
Uma das espécies é o Teredo navalis.

## Alimento ameríndio
Os ameríndios apreciavam alimentar-se do teredo (também chamado turu, gusano, busano, e cupim-do-mar), assim como faziam com vários outros animais invertebrados Nos escritos do Padre João Daniel (1722–1776) consta o seguinte relato:
«Turu é a peste das embarcações do Amazonas, ainda que não é só do Amazonas. É semelhante à minhoca, e propriamente é minhoca da água, é branca, mui delgada, e tão mole, e flexível, como uma tripa delgada; e faz admirar como um tão desprezível bichinho tenha tanta força, e atividade que roa, passe, e fure as embarcações, e qualquer madeiro, pondo-o como um crivo! (...) serem bichos tão desprezíveis, e os índios do Amazonas tão nojentos, fazem dessas minhocas, ou lombrigas, pratinhos de muita estimação, e apreço, e ainda muitos brancos; para o que vão nas vazantes pelas praias de lodo, abrem os paus podres, de que estão cheios os rios, e em breve espaço de tempo enchem pratos, ou cuias, que levam para casa, guisam, e se regalam.»